# Dixonville (Alberta)
Pour les articles homonymes, voir Dixonville.
Dixonville est un hameau (hamlet) du Comté de Northern Lights, situé dans la province canadienne d'Alberta.

## Démographie
En tant que localité désignée dans le recensement de 2011, Dixonville a une population de 104 habitants dans 39 de ses 46 logements, soit une variation de -14.0% par rapport à la population de 2006. Avec une superficie de 1,077 0 km2, le hameau possède une densité de population de 96,564 5 hab/km2 en 2011.
Concernant le recensement de 2006, Dixonville abritait 121 habitants dans 45 de ses 52 logements. Avec une superficie de 1,077 0 km2, le hameau possédait une densité de population de 112,3 hab/km2 en 2006.